# 1. bataljon vietnamskih padalcev
1. bataljon vietnamskih padalcev (izvirno francosko 1ere Bataillon de Parachutistes Vietnamiens; kratica 1. BPVN) je bila padalska enota, ki so jo ustanovili Francozi v času svoje vladavine v današnjem Vietnamu. 

## Zgodovina
Bataljon je bil ustanovljen 15. julija 1951 z združitvijo 1. čete indokinskih padalcev in 1. padalske gardne čete Severnega Vietnama.
Maja 1955 so bataljon preoblikovali v 1. zračnoprevozni bataljon.